# 郭合语
郭合语是一种在中国云南省元阳县马街乡登去村（王凌虹2011）使用的南部彝语。在元阳县称作郭宏。:625